# Escudo (geología)
| Corteza oceánica (según su edad) 0-20 Ma 20-65 Ma >65 Ma | Corteza continental Escudos o cratones antiguos Plataformas (escudos con cobertera sedimentaria) Cadenas orogénicas Cuencas tecto-sedimentarias Provincias ígneas Corteza adelgazada (por extensión cortical) |

Un escudo es una región continental y constituida por rocas formadas en el precámbrico, que en la actualidad no están sido cubiertas por el mar. Los escudos están formados por las rocas más antiguas de la corteza terrestre, granitizadas y metamorfizadas. Desde sus orígenes han permanecido estables y conservando su rigidez. El hecho de que nunca hayan podido ser sumergidos en las transgresiones marinas se debe a que han sufrido movimientos tectónicos verticales. No experimentaron plegamientos, ya que resistieron a todos los empujes horizontales. Un escudo es generalmente una gran área de rocas ígneas y metamórficas expuestas que son tectónicamente estables y poca actividad orogénica. En todos los casos, la edad de estas rocas es de más de 570 millones de años, incluso algunas se han datado de hace 2 a 3,5 miles de millones de años. A causa de su estabilidad, la erosión ha aplanado la topografía de la mayoría de los escudos continentales; sin embargo, comúnmente poseen una superficie bastante convexa y pueden estar rodeadas de una región recubierta de sedimentos denominada plataforma. Juntos, la zona expuesta, la plataforma recubierta y el basamento cristalino son las partes estables de la corteza continental que componen el escudo o cratón. Los escudos son normalmente los núcleos de los continentes y la mayoría está bordeado por cinturones de rocas cámbricas plegadas. Estos cinturones se han soldado a los bordes de los escudos preexistentes, incrementando así el tamaño de los protocontinentes que constituyen. Los márgenes de los escudos han sido sometidos a las fuerzas geotectónicas que, a su vez, los han destruido y reconstruido, junto a los cratones en que se integran. 
En las regiones septentrionales del globo, se encuentran: 
- Escudo Canadiense o Laurentino forma el núcleo de Norteamérica, extendiéndose desde el Lago Superior por el Sur, hasta las islas árticas por el Norte, y de Canadá a Groenlandia.
- Escudo Báltico o Fenoscándico, que se halla en vías de alzamiento por rebote posglaciar, entre el Este de Noruega y Finlandia.
- Escudo Siberiano, entre los ríos Lena y Yenisei, al norte del lago Baikal.
- Escudo Guayanés, en el Norte de Sudamérica.

En el hemisferio Sur se destacan:
- Escudo Brasileño o Amazónico, al sur del Guayanés, atravesando Brasil hasta Pernambuco por el Este.
- Escudo Africano o Etíope
- Escudo del Decán, en el sur de la India.
- Escudo Australiano ocupa la mayor parte de la mitad occidental de Australia.